# Фармакотерапия
Фармакотерапия (от др.-греч. φάρμακον «лекарство» + терапия) — лечение лекарственными средствами, или иначе, фармакологическими агентами; относится к консервативным (неинвазивным) методам лечения.
Фармакотерапией также называется раздел фармакологии, изучающий терапию лекарственными препаратами.

## Виды фармакотерапии
Различают следующие виды фармакотерапии:
1. Этиотропная терапия (др.-греч. αἰτία — причина и τρόπος — направление) — идеальный вид фармакотерапии. Этот вид ФТ направлен на устранение причины болезни. Примерами этиотропной ФТ могут быть лечение противомикробными средствами инфекционных больных (бензилпенициллин при стрептококковой пневмонии), применение антидотов при лечении больных с отравлениями токсическими веществами.
2. Патогенетическая терапия — направлена на устранение или подавление механизмов развития болезни. Большинство применяемых в настоящее время лекарств относится именно к группе препаратов патогенетической ФТ. Антигипертензивные средства, сердечные гликозиды, антиаритмические, противовоспалительные, психотропные и многие другие лекарственные препараты оказывают терапевтическое действие путём подавления соответствующих механизмов развития заболевания.
3. Симптоматическая терапия — направлена на устранение или ограничение отдельных проявлений болезни. К симптоматическим лекарственным средствам можно отнести обезболивающие препараты, не влияющие на причину или механизм развития болезни. Противокашлевые средства — также хороший пример симптоматических средств. Иногда эти средства (устранение болевого синдрома при инфаркте миокарда) могут оказывать существенное влияние на течение основного патологического процесса и при этом играть роль средств патогенетической терапии.
4. Заместительная терапия — используется при дефиците естественных биогенных веществ. К средствам заместительной терапии относятся ферментные препараты (панкреатин, панзинорм и т. д.), гормональные лекарственные средства (инсулин при сахарном диабете, тиреоидин при микседеме), препараты витаминов (витамин Д, например, при рахите). Препараты заместительной терапии, не устраняя причины заболевания, могут обеспечивать нормальное существование организма в течение многих лет. Не случайно такая тяжёлая патология как сахарный диабет — считается особым стилем жизни у американцев.
5. Профилактическая терапия — проводится с целью предупреждения заболеваний. К профилактическим относятся некоторые противовирусные средства (например, при эпидемии гриппа — римантадин), дезинфицирующие препараты и ряд других. Применение противотуберкулезных препаратов типа изониазида также можно считать профилактической ФТ. Хорошим примером проведения профилактической терапии является использование вакцин.

## Эффективность фармакотерапии

### Обоснованность фармакотерапии
Врач, назначая фармакотерапию, должен учитывать имеющиеся данные о соотношении польза/вред для каждого препарата, сведения по фармакодинамике и фармакокинетике препарата, а также индивидуальность пациента (см. Фармакогенетика), возможность проявления лекарственной зависимости, эффекты плацебо и ноцебо.

### Побочное действие при фармакотерапии
Лекарственные средства могут оказывать неблагоприятное влияние на организм больного. Возможна аллергия, идиосинкразия, другие нарушения нормального обмена веществ и/или функционирования систем организма, вызванные индивидуальной непереносимостью лекарства (см. Лекарственная болезнь). Иногда, в обоснованных случаях, врач вынужден использовать субтоксические или даже токсические дозы веществ (например, см. Цитостатики).
По оценке FDA в среднестатистическом американском госпитале частота тяжёлых последствий, вызванных приёмом известных и проверенных лекарств составляет до 10 случаев на 100 госпитализаций; средняя стоимость экономических потерь от тяжёлых последствий — 2000 долларов[уточнить]. Годовой экономический ущерб от осложнений фармакотерапии оценивается в 2 миллиарда долларов. (Bates, et al, 1997; Morelli, 2000).

## Фармаконадзор
Это деятельность, направленная на выявление, оценку, понимание и предотвращение нежелательных последствий применения лекарственных средств (для человека и животных), биомедицинских клеточных продуктов, а также надзор за безопасностью медицинских устройств. 
Фармаконадзор направлен на:
- постоянное снижение рисков негативного последствия, возникающего при применении лекарственных средств (согласно инструкции или вне её) в ходе клинических исследований или при профессиональном контакте;
- обеспечение безопасного и эффективного использования препаратов, включая своевременное информирование специалистов, исследователей, пациентов и населения о рисках.

Фармаконадзор в России осуществляется Росздравнадзором на основании различных сведений:
- Сообщения (спонтанное сообщение или сообщение из исследования) по безопасности лекарственных препаратов для медицинского применения

- Периодические обновляемые отчёты по безопасности от держателя регистрационного удостоверения. При составлении используются сообщения о нежелательных реакциях, данные сети Интернет (сайты, блоги, социальные сети, форумы, чаты). При выявлении новых рисков Росздравнадзор может запросить внеочередной отчёт

- Периодические отчеты по безопасности разрабатываемого лекарственного препарата: на этапе клинических исследований определяют основные профили безопасности, противопоказания и дозировки, а также пострегистрационного мониторинга, особенно при выявлении редких или отсроченных рисков. Данные клинических исследований сравниваются с реальной практикой применения. Информация из клинических исследований дополняет периодические отчеты (ПООБ) и планы управления рисками (ПУР).

- Планы управления рисками (ПУР), разрабатываемые держателями регистрационных удостоверений самостоятельно при выявлении рисков в ходе мониторинга или анализа данных или по инициативе Росздравнадзора (например, при выявлении неучтенных побочных эффектов)[4]

- Специальные уведомления, в том числе уведомлений об экстренных проблемах безопасности.

Специалисты центра по фармаконадзору (экспертная организация) проводят: анализ информации, в том числе данных научной медицинской литературы, интернет-сайтов ведущих регуляторных агентств, ресурсов по фармаконадзору, и оценку причинно-следственной связи «лекарственный препарат – нежелательная реакция».
В рамках деятельности по фармаконадзору возможно:
- внесение изменений в инструкции препаратов (например, новых побочных эффектов, противопоказаний или предупреждений)
- информирование врачей и пациентов через бюллетени, обновления Росздравнадзора
- ограничение применения, изъятие препарата с рынка при высоких рисках
- внесение изменений в План управления рисками (например, введение дополнительного мониторинга – регулярные анализы крови для пациентов)